# Stempeldruck

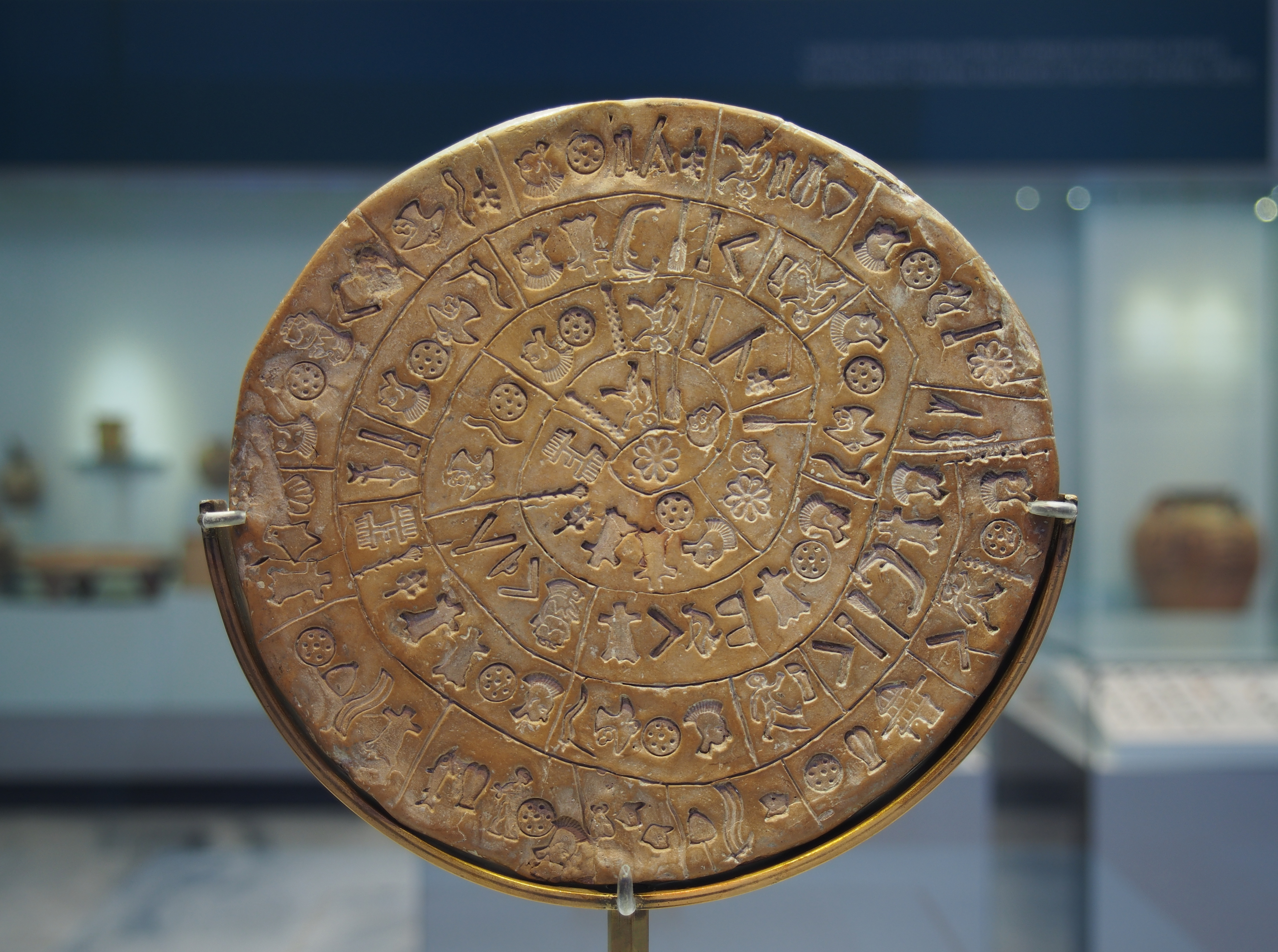
Diskos von Phaistos

Stempeldruck bezeichnet Verfahren, bei denen eine erhabene Druckform (siehe Hochdruck) auf den Druckstoff aufgedrückt wird. Anders als beim Hochdruck wird die Druckform auf den Druckstoff aufgedrückt und nicht umgekehrt. Einsatzgebiete waren der Kattundruck bzw. Indienne, der Tapetendruck und die Herstellung bestimmter Sorten von Buntpapier.
Stempeln ist kein industrielles Druckverfahren, sondern wird für Stempel (Holzstempel, Selbstfärbestempel, Paginierstempel) eingesetzt. Industriell wird mittels zugeschalteter Paginierstempel eine Nummerierung von Druckwerken (z. B. von Eintrittskarten) durchgeführt.
Ein Stempel kann aus unterschiedlichen Materialien gefertigt sein:
Hartgummi, Metall, Kartoffeln, Pappe oder Linoleum.
Die Ursprünge des Stempelns liegen im bronzezeitlichen Mesopotamien. Dort wurden Siegel verwendet, um Tontafeln zu unterzeichnen oder um sich als Eigentümer von Waren auszuweisen.
In Kreta wurde 1908 der Diskos von Phaistos ausgegraben. Dieser enthält mit einem Alter von ca. 3700 Jahren den ältesten Text, der mittels Stempeln für einzelne Schriftzeichen geschrieben wurde.
Ein bekanntes Beispiel aus dem Mittelalter ist die Prüfeninger Weiheinschrift von 1119 in Regensburg. Auch die mittelalterlichen Buchstabenziegel wurden durch Stempeldruck erzeugt.